# The Judge's Ward
The Judge's Ward è un cortometraggio muto del 1909. Il nome del regista non viene riportato nei credit del film.

## Trama
Robert, il figlio di un giudice, desidera sinceramente sposare Helen, la pupilla di suo padre. Ma quando Dorothy Deane, un'attrice che è stata tempo addietro una sua amante, gli scrive un biglietto chiedendogli di poterlo rivedere prima delle nozze, non è capace di tirarsi indietro. Il giudice vede il figlio insieme all'attrice e, disapprovando il comportamento di Robert, si oppone al matrimonio con Helen, buttandolo fuori di casa.
Sono passati tre anni. Robert e Dorothy si sono sposati e hanno un bambino. Ma sono poveri e un giorno la donna lascia la famiglia, decisa a tornare sulle scene. Robert, disperato, chiede aiuto al padre, ma lui si rifiuta di ascoltarlo. Vedendo che il padre ha una grossa somma di denaro, decide di ritornare quella notte nella casa per derubarlo. Viene sorpreso da Helen che non può dimenticare il suo amore per l'ex fidanzato: la donna chiede al giudice di riconciliarsi con il figlio pentito, riconciliandosi con lui.

## Produzione
Il film fu prodotto dalla Lubin Manufacturing Company.

## Distribuzione
Distribuito dalla Lubin Manufacturing Company, il film - un cortometraggio in una bobina - uscì nelle sale cinematografiche statunitensi il 30 settembre 1909.